# Noord-Samisch
Het Noord-Samisch (Davvisámegiella) wordt door de meeste Samisch-sprekers gesproken, ongeveer 15.000 tot 25.000 mensen en vooral in het uiterste noorden van Noorwegen, Zweden en Finland. De taal wordt officieel als minderheidstaal erkend in de gemeenten: Karasjok, Kautokeino, Nesseby, Porsanger, Tana en Kåfjord in Noorwegen, Arjeplog, Gällivare, Jokkmokk en Kiruna in Zweden en Enontekiö, Inari, Sodankylä en Utsjoki in Finland. De gemeente Kautokeino staat bekend als centrum van het Noord-Samisch.
In 1979 werd de Samische spelling en het alfabet vastgelegd en werd in 1985 als laatste gewijzigd. De taal wordt in het Latijns alfabet geschreven en heeft 29 letters:
A/a Á/á B/b C/c Č/č D/d Đ/đ E/e F/f G/g H/h I/i J/j K/k L/l M/m N/n Ŋ/ŋ O/o P/p R/r S/s Š/š T/t Ŧ/ŧ U/u V/v Z/z Ž/ž
|  |  |